# Dmitri Abramovitch
Pour les articles homonymes, voir Abramovitch.
Dmitri Vladimirovitch Abramovitch (en russe : Дмитрий Владимирович Абрамович — Dmitrij Vladimirovič Abramovič), né le 30 octobre 1982 à Krasnoïarsk, est un bobeur russe en tant que pilote.

## Palmarès

### Coupe du monde
- 2 podiums : 
  - en bob à 4 : 1 deuxième place et 1 troisième place.